# Madeleine Colani

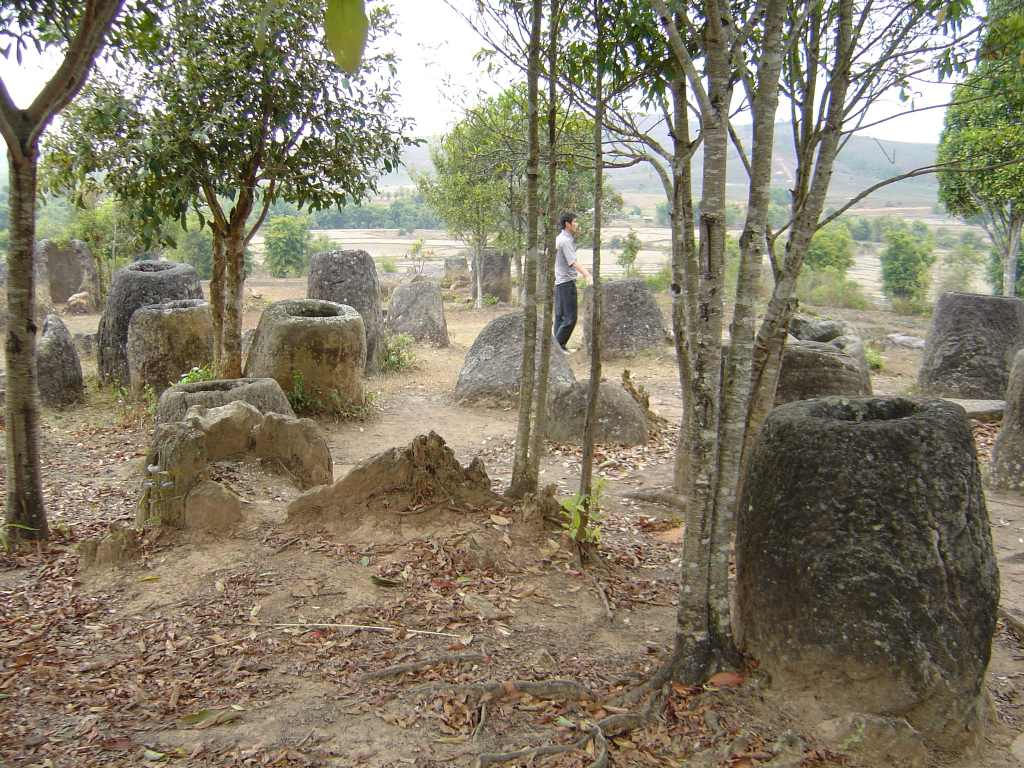
Di chỉ 3 được Colani phát hiện và nghiên cứu tại Cánh đồng Chum, Lào.

Madeleine Colani (13 tháng 8 năm 1866 – 2 tháng 6 năm 1943) là một nhà khảo cổ học người Pháp, sinh thành ở Strasbourg, Pháp và mất tại Hà Nội, Việt Nam. Tên của bà gắn với phát hiện và công bố các văn hoá Bắc Sơn, Hoà Bình, Hạ Long, và di tích Cánh đồng Chum,... ở Đông Dương thời Pháp thuộc.

## Hoạt động
Năm 1898, bà sang Việt Nam dạy học tại Phủ Lạng Thương. Năm 1914, bà về Pháp lấy bằng đại học. Sau đó làm giảng viên về lịch sử tự nhiên tại trường trung học Albert Sarraut Hà Nội đến năm 1916.
Năm 1917, bà lấy bằng tiến sĩ Nhà nước về khoa học, rồi trở lại Đông Dương làm việc ở Sở Địa chất (SGI, Service Geologique de l´Indochine). Trong những năm 1920 - 1927, bà cùng với Henri Mansuy khai quật nhiều hang động thuộc văn hoá Bắc Sơn ở Lạng Sơn.
Cũng năm 1917 bà đóng vai trò tích cực cùng với Honoré Lantenois, Henri Mansuy đưa ra sự việc gọi là "gian lận khoa học" của Jacques Deprat, dẫn đến kết thúc sự nghiệp địa chất của ông này.
Năm 1927, bà là cộng tác viên của Viện Viễn Đông Bác cổ (École française d'Extrême-Orient). Từ đó đến 1932, bà khai quật một số hang động thuộc văn hoá Hoà Bình. Từ 1934 đến 1938, bà tiến hành các cuộc nghiên cứu ở Nghệ An, Sa Huỳnh, vịnh Hạ Long, và di tích Cánh đồng Chum ở Thượng Lào, được coi là đóng góp lớn cho khảo cổ học.
Bà qua đời tại Hà Nội, Việt Nam năm 1943.

## Nghiên cứu đăng tải
- Sur quelques fossiles Ouralo-Permiens de Hongay, Imprimerie d'Extreme-Orient, 1919
- Recherches sur le prehistorique Indochinois, Hanoi, Imprimerie d'Extreme-Orient.
- Communications au premier congres de prehistoire d'Extreme-Orient, Hanoi, Janvier 1932, Hanoi, Imprimerie d'Extreme-Orient, 1933.
- Mégalithes du Haut-Laos (Hua Pan, Tran Ninh), Paris, Les Editions d'art et d'histoire, 1935.

## Những đố kỵ
Đầu thế kỷ 20 nền khoa học Pháp có nhiều thành tựu nhưng cũng có nhiều tai tiếng, hiện ra ngay trong lịch sử thành lập và hoạt động của "Hội đồng Nghiên cứu Quốc tế" (IRC; 1919-1931), là hội đồng thượng đỉnh của giới khoa học nhưng bị người Pháp thao túng, nên bị bỏ lơ không được coi là tiền thân của Hội đồng Khoa học Quốc tế (ICSU; 1931) hiện nay.
Madeleine Colani có những đóng góp lớn lao cho khảo cổ học Đông Dương, thể hiện ngay từ Hội nghị Tiền Sử Viễn Đông lần thứ Nhất tại Hà Nội tháng 1 năm 1932, và sau này được vinh danh trong Hội nghị các nhà khảo cổ thế giới kỷ niệm 60 năm công trình về văn hóa Hòa Bình của bà - "The Hoabinhian 60 Years after Madeleine Colani: Anniversary Conference" - tổ chức cuối năm 1993 tại Hà Nội. 
"Thế mà, dù cộng tác lâu năm với trường Viễn Đông Bác cổ, bà chưa bao giờ được nhận là thành viên của Trường này. Có lẽ vì tiếng tăm nổi bật, bà là nạn nhân của ganh tị, ghen ghét đến từ các nam đồng nghiệp." –  Nguyễn Quang Trọng, 2003
Sự kiện hóa thạch Trilobite của Jacques Deprat cũng là một phần của các đố kỵ thời đó.